# Onthophagus phukhieoensis
Onthophagus phukhieoensis là một loài bọ cánh cứng trong họ Bọ hung (Scarabaeidae).